# Lochmaeocnemis malacodora
Lochmaeocnemis malacodora – gatunek ważki z rodziny pióronogowatych (Platycnemididae); jedyny przedstawiciel rodzaju Lochmaeocnemis. Jest endemitem Nowej Gwinei.